# Hadrosciurus
Hadrosciurus és un gènere de rosegadors de la família dels esciúrids.